# Kościół św. Marcina w Kassel
Kościół św. Marcina (niem. Martinskirche) – gotycka świątynia luterańska znajdująca się w niemieckim mieście Kassel. Zniszczona podczas II wojny światowej, odbudowana w zmodernizowanej formie w latach 1954–1960. Najważniejszy kościół Ewangelickiego Kościoła Krajowego Kurhessen-Waldeck.

## Historia
Budowę świątyni rozpoczęto przed rokiem 1364, konsekracja miała miejsce 23 maja 1367. W 1429 landgraf Ludwik I przekazał świątyni drzazgę z Krzyża Pańskiego oraz złotą różę ofiarowaną przez papieża Marcina V. Podczas nabożeństwa w 1440 roku zawaliło się sklepienie nawy, odbudowę ukończono w roku 1492. 
W 1524 kościół przeszedł w ręce luteran po konwersji landgrafa Filipa Wielkodusznego. Od początku XVI wieku do końca XVIII wieku był miejscem pochówku władców Hesji. W 1565 ukończono budowę południowej wieży. W 1732 roku do kościoła przybył Johann Sebastian Bach w celu dokonania przeglądu organów.
W 1889 rozpoczęto neogotycką renowację fasady, przebudowano wieżę południową oraz wzniesiono nową wieżę północną. Prace budowlane ukończono w 1892 roku, a wieże osiągnęły wysokość 73 metrów.
Kościół został znacznie zniszczony 22 października 1943 roku, podczas II wojny światowej. Po wojnie prezbiterium przykryto awaryjnym dachem. W latach 1954–1958 odbudowano korpus nawowy i prezbiterium, a w latach 1959–1960 wzniesiono wieże. W 2016 zakończono renowację budynku.

## Architektura i wyposażenie
Świątynia gotycka, trójnawowa, o układzie halowym. Dwie współczesne wieże są zwieńczone miedzianymi hełmami. Charakterystyczną cechą jest betonowo-szklane lektorium, wykonane po II wojnie światowej, oddzielające nawę od prezbiterium. 
W północnej nawie znajduje się monumentalne, renesansowe epitafium landgrafa Filipa i jego żony Krystyny saskiej z lat 1567−1572, przed wojną stojące w prezbiterium, w obecnej lokalizacji ustawiono go w latach 50. XX wieku. Jego autorami są nadworni rzeźbiarze Elias Godefroy i Adam Liquir Beaumont, ma wysokość sześciu metrów. Mozaikowy ołtarz w prezbiterium wykonała Christiane Wollenhaupt-Brenner, wzorowany jest na sztuce bizantyńskiej. Znajdują się tam również dwa osobiste epitafia wspomnianej pary. Witraże wykonał Hans Gottfried von Stockhausen. W krypcie zachował się m.in. sarkofag landgrafa Karola I. 
Siedem dzwonów na wieżach kościoła odlano w 1961 roku, największy z nich jest repliką 5-tonowego dzwonu Osanna, przelanego w 1818 z dzwonu z XIV wieku. Stary, zniszczony dzwon ustawiono na posadzce kościoła, umieszczone na nim inskrypcje pochodzą z Pieśni o dzwonie Friedricha Schillera. Organy powstały w latach 2014–2017 w zakładzie Rieger Orgelbau, składają się z 4 manuałów i 77 głosów. Najdłuższa piszczałka ma długość 11 m, a najkrótsza – ok. 8 mm. Poprzednie, 34-głosowe organy z warsztatu Werner Bosch Orgelbau, zainstalowano w 2015 roku w rzymskokatolickim kościele św. Elżbiety. Znacznie mniejsze, 10-głosowe organy w prezbiterium wykonało przedsiębiorstwo Emil Hammer Orgelbau z Hanoweru, ich inauguracja miała miejsce w 1957 roku.

## Galeria

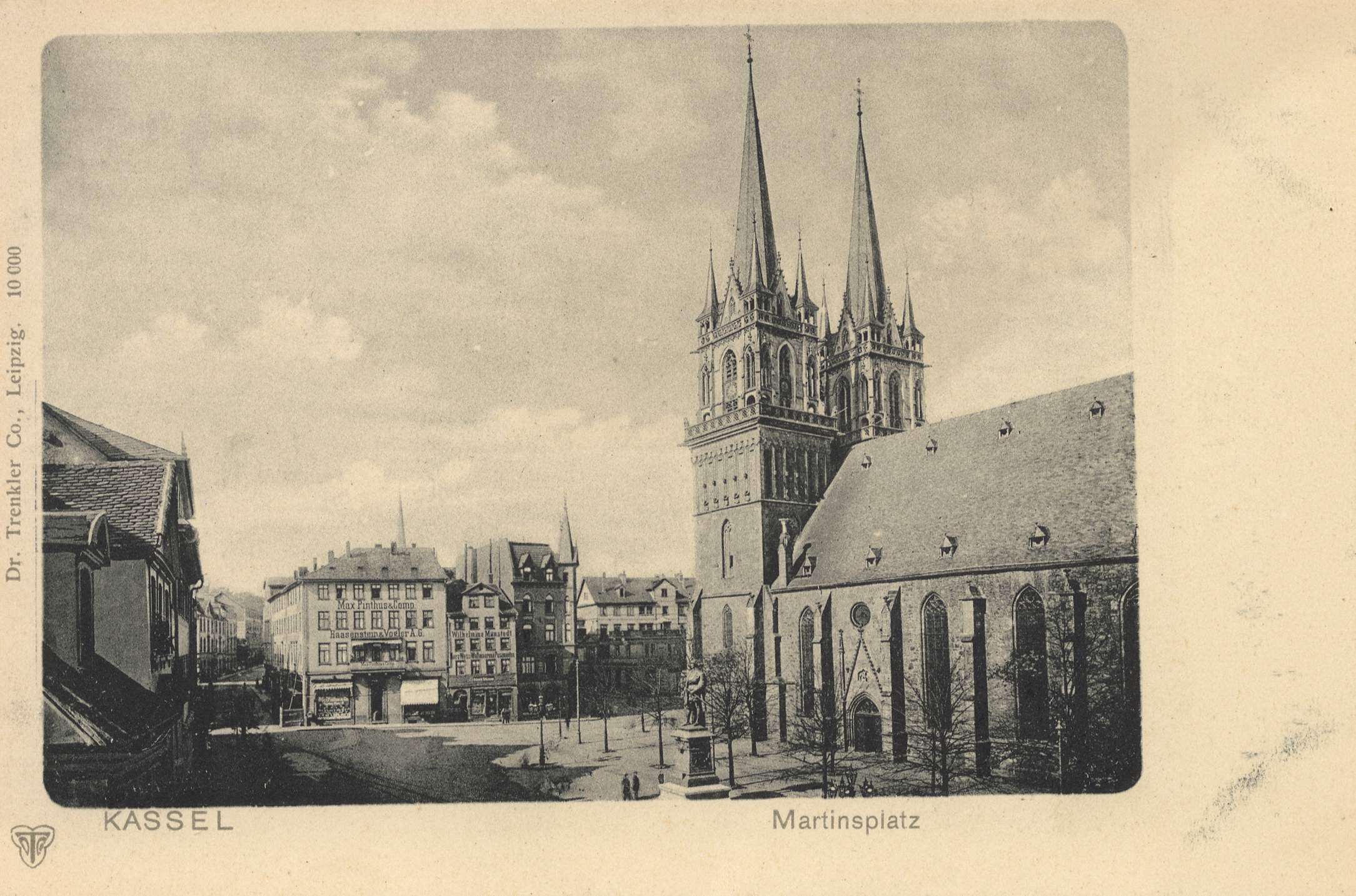
Widok w 1900 roku
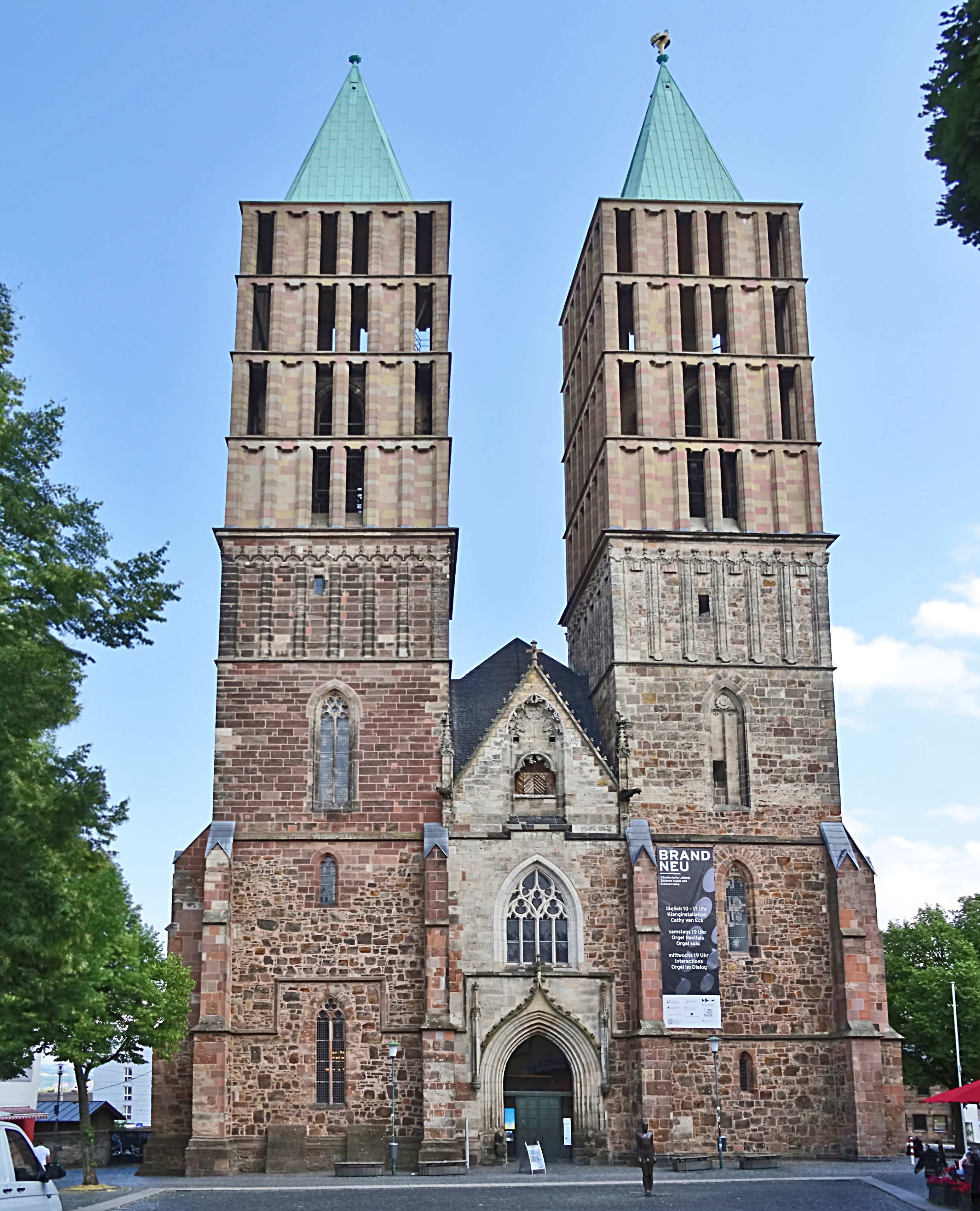
Fasada
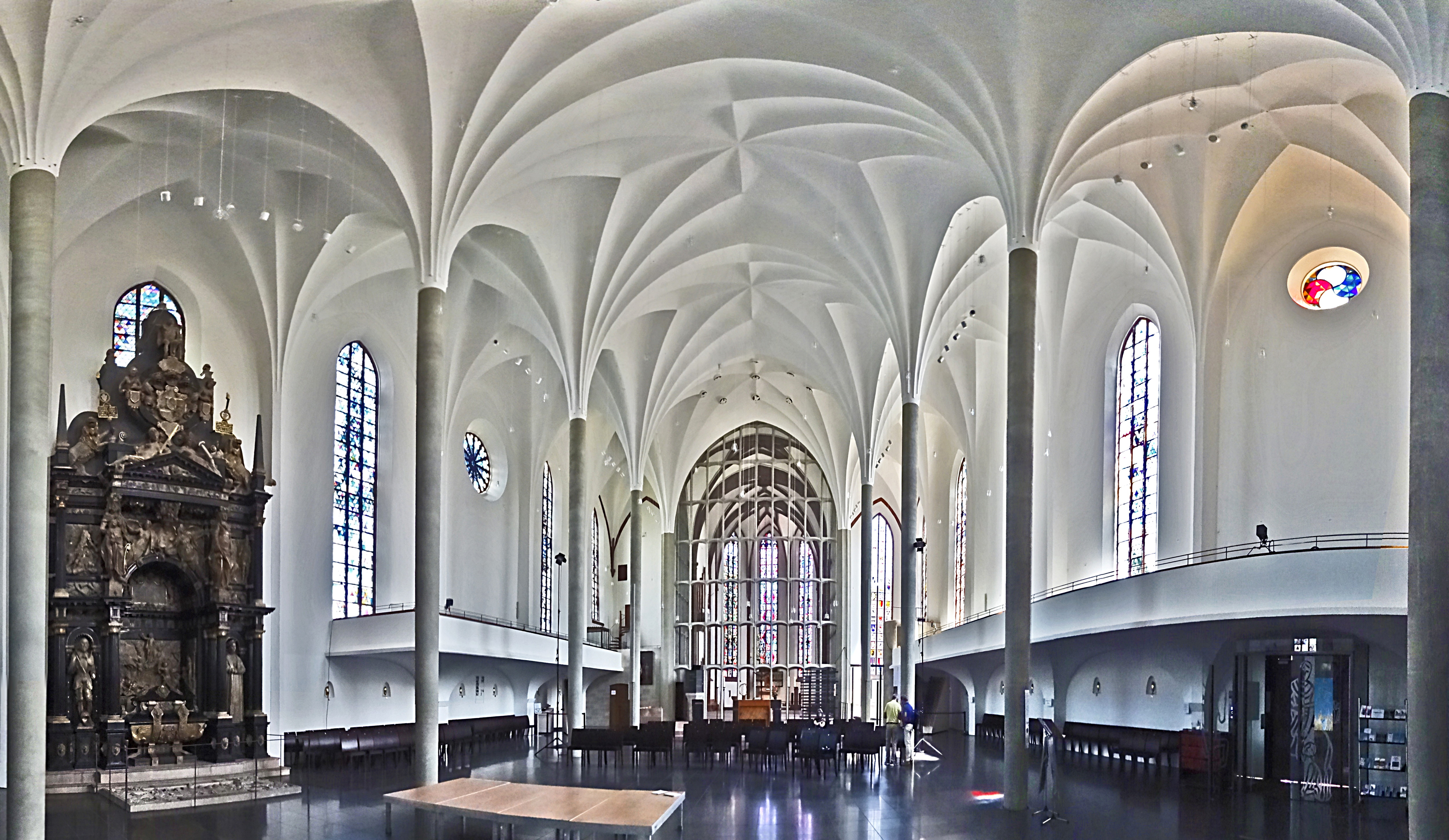
Wnętrze
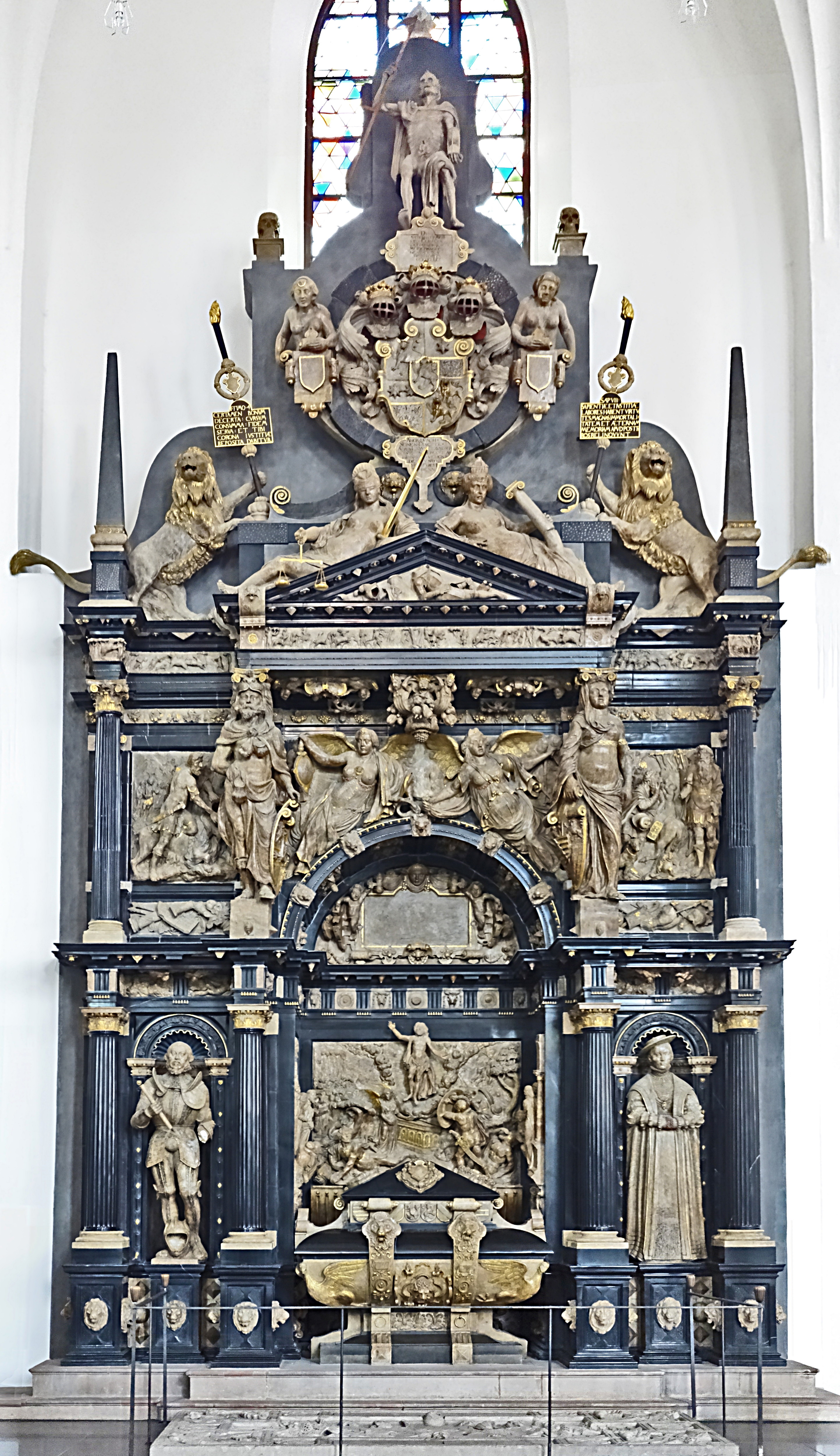
Epitafium Filipa Wielkodusznego i Krystyny saskiej
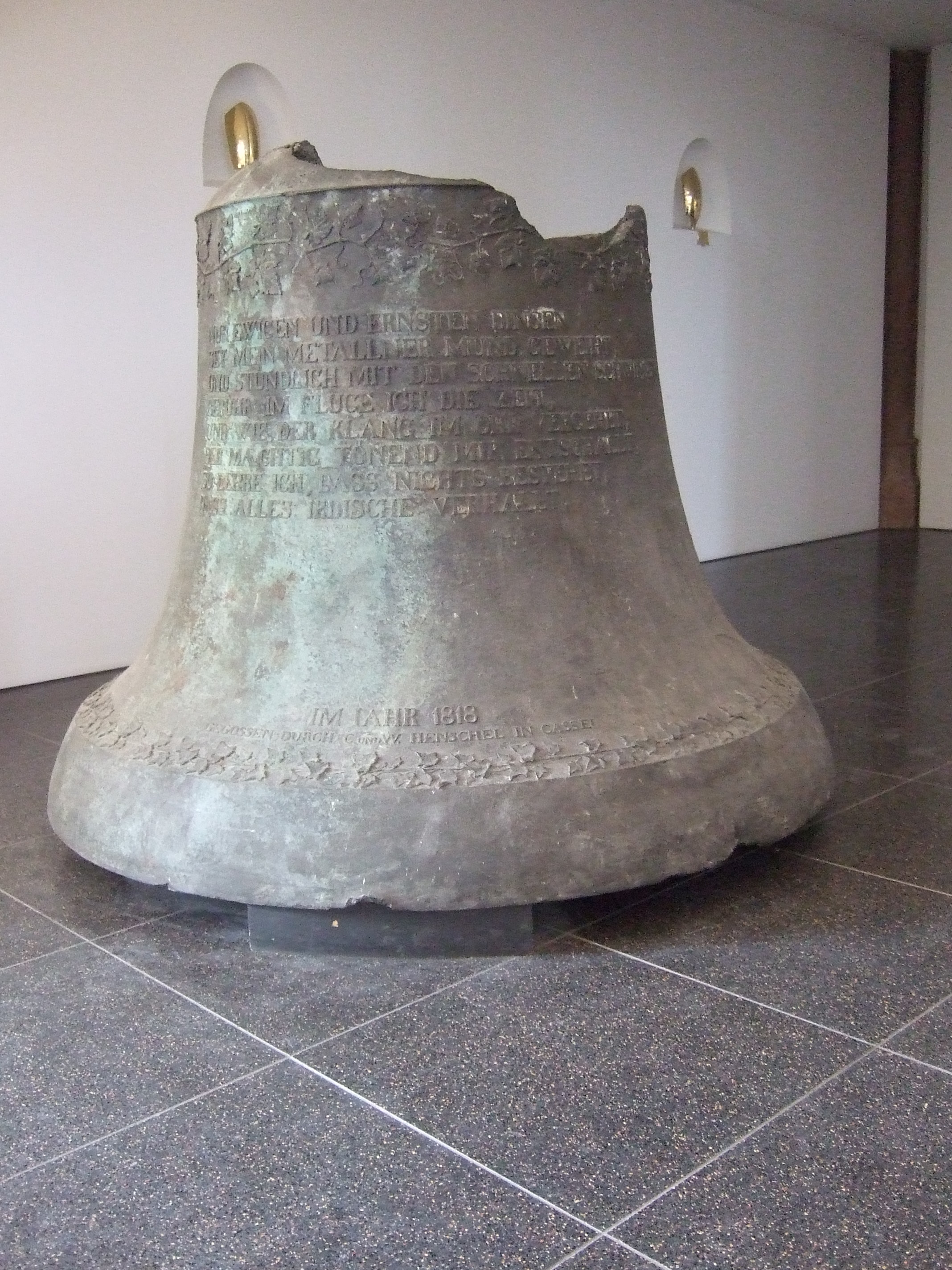
Stary dzwon Osanna
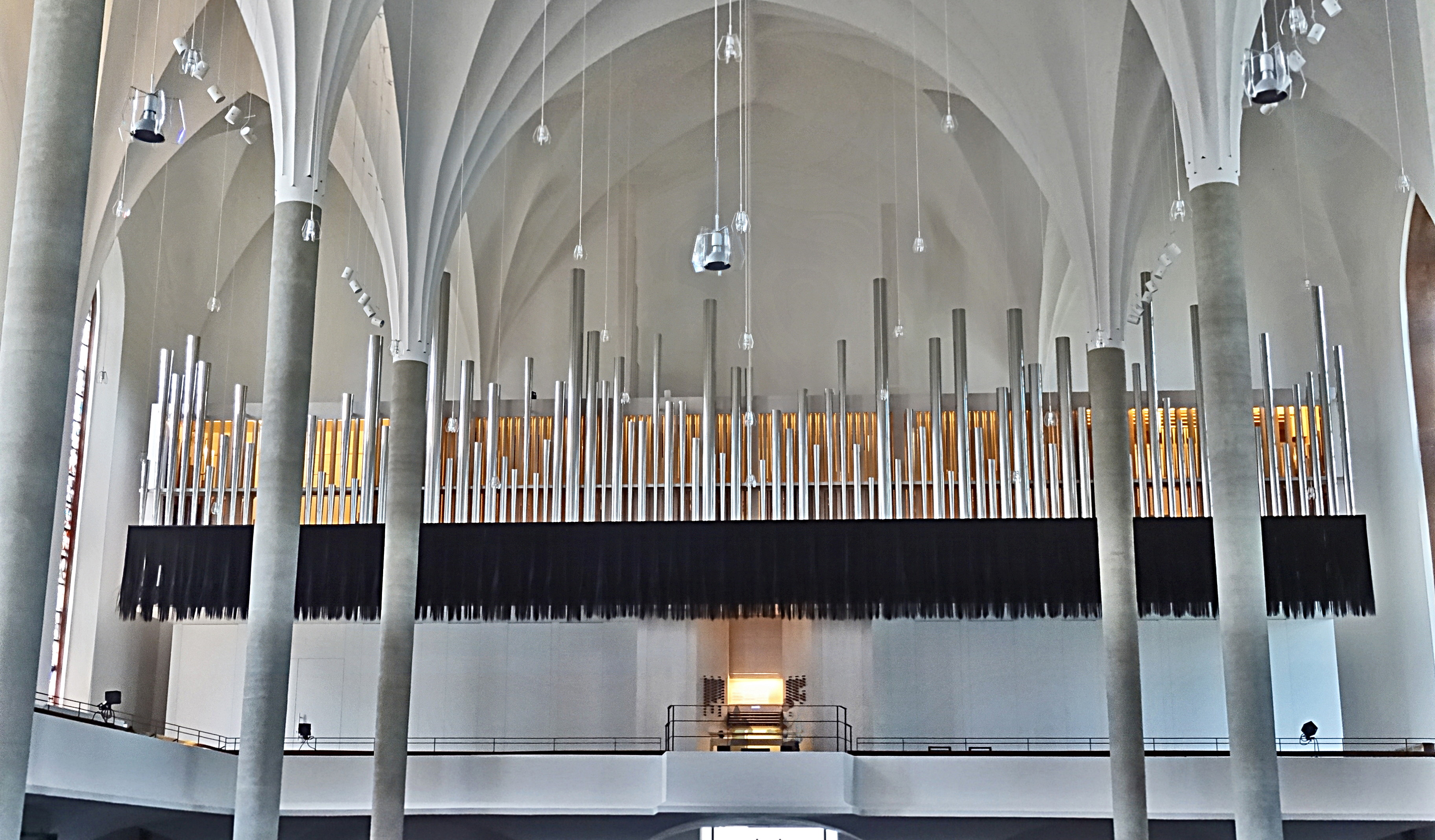
Organy